# MIT Daedalus
O departamento de Aeronáutica e Astronáutica do MIT criaram o Daedalus, uma aeronave de propulsão humana que em 23 de abril de 1988 voou 115 km em 3h54m, de Iraklion em Creta até à ilha de Santorini.
Este voo pilotado por Kanellos Kanellopoulos detém o recorde mundial reconhecido pela FAI para distância total e duração, relativamente a voos exclusivos por propulsão humana.
O aparelho foi baptizado como referência ao mitológico inventor do voo humano - Dédalo, que fugiu do labirinto em Creta; e também por isso o voo de consagração do Daedalus saiu de Creta.
De facto foram feitos três modelos:
- Light Eagle (original Michelob Light Eagle): a 42 kg (92 lb) protótipo.
- Daedalus 87: Despenhou-se em testes no lago Rogers Dry Lake (NASA Dryden Flight Research Center) 17 de fevereiro de 1988, depois foi refeito como cópia de segurança.
- Daedalus 88: Viajou de Creta até à praia da ilha de Santorini.

Ambos Daedalus 87 e Daedalus 88'  pesavam 31 kg.